# Autophagin 4A
Autophagin 4A ist ein Enzym aus der Gruppe der Cysteinproteasen.

## Eigenschaften
Autophagin 4A wird in vielen Zelltypen gebildet, vor allem in der Skelettmuskulatur und im Gehirn. Es ist am Transport vom Zytosol zu Vakuolen und an der Autophagie beteiligt. Autophagin 4A schneidet die C-terminale Aminosäure von Autophagin 8, wodurch ein C-terminales Glycin exponiert wird, das für eine Bindung von Phosphatidylethanolamin und in Folge an eine Lipiddoppelschicht im Zuge einer Autophagie. Das bevorzugte Substrat von Autophagin 4A ist GABARAPL2, gefolgt von MAP1LC3A und GABARAP. Es wird durch N-Ethylmaleimid gehemmt. Autophagin 4A ist Redox-reguliert, bei reduzierender Umgebung wird es aktiviert, bei oxidierender Umgebung gehemmt.